# ولیکی گابر
ولیکی گابر (اسلوونیایی: Veliki Gaber) یک زیستگاه انسانی در اسلوونی است که در Lower Carniola واقع شده‌است.

## خصوصیات
ولیکی گابر ۱٫۳۴ کیلومترمربع مساحت و ۳۱۵ نفر جمعیت دارد و ۳۴۷٫۹ متر بالاتر از سطح دریا واقع شده‌است.